# Hesdigneul-lès-Béthune
Hesdigneul-lès-Béthune – miejscowość i gmina we Francji, w regionie Hauts-de-France, w departamencie Pas-de-Calais.
Według danych na rok 1990 gminę zamieszkiwało 791 osób, a gęstość zaludnienia wynosiła 305 osób/km² (wśród 1549 gmin regionu Nord-Pas-de-Calais Hesdigneul-lès-Béthune plasuje się na 633. miejscu pod względem liczby ludności, natomiast pod względem powierzchni na miejscu 870.).